# مركز الأميرة هيا للتقانات الحيوية
مركز الأميرة هيا للتقانات الحيوية هو مركز بحثي تابع لجامعة العلوم والتكنولوجيا الأردنية، الكائنة في مدينة الرمثا شمال الأردن. يُعَدُّ المركز موطناً لـ 16 مختبرا بحثيا، والتي تقدم الدعم للنشاط العلمي على المستويين المحلي والإقليمي. وقد أُسس المركز عام 2005 م ليكون ضمن ذات الحرم الجامعي الذي يضم مستشفى الملك المؤسس عبد الله الجامعي. تُعتبر الأميرة هيا بنت الحسين رئيسةً فخرية للمركز.
وبالتوازي مع التعاون الذي يقدمه المركز للجامعات والمستشفيات في الأردن، فقد وسَّع المركز نشاطه إلى الخارج، فأقام صلاتٍ مع كلٍّ من معهد الطب الشرعي في العراق وجامعة القديس يوسف في لبنان ومؤسسة حمدان بن راشد للتميز في الإمارات ومركز الوراثيات البشرية في جامعة هومبولت في ألمانيا. إضافة لذلك، فإن للمركز صلات مع مركز الطب الشرعي في جامعة أستراليا الغربية ومختبرات سانديا الوطنية في الولايات المتحدة.